# Lijst van voetbalclubs - B
Dit is een lijst van voetbalclubs met als beginletter een B.
- B-67
- FC Babrujsk
- FC Baden
- Bacău
- Baco
- Baf Ülkü Yurdu SK
- Bahla Club
- Bahrain Club
- Bala Town FC
- FC Balzers
- Banaadir Telecom FC
- Baniyas SC
- FK Banga Gargždai
- Bangkok Bravo FC
- FC Barcelona
- Barķi Toçik Doesjanbe
- Barnet FC
- Barnsley FC
- Barry Town United FC
- BASK
- FC Basel
- Bastia
- BATE Borisov
- FC Baulmes
- FC Bavois
- Bayer Leverkusen
- Bayern München
- Beerschot VAC
- Beijing Guoan
- Bela Krajina Črnomelj
- Belgica Edegem Sport
- Belišće
- AC Bellinzona
- Benfica
- Benfica de Macau
- K. Beringen-Heusden-Zolder
- VV Berkum
- SCC Berlin
- Berliner BC 03
- Berliner FC Dynamo
- Berliner FC Fortuna 1894
- Berliner FC Frankfurt 1885
- Berliner FC Germania 1888
- Berliner FC Meteor 06
- Berliner FC Nordiska 1913
- Berliner FC Nordstern
- Berliner FC Südring
- Berliner Sport-Club
- Berliner SV 92
- Berliner TuFC Union 1892
- Berliner FC Vorwärts 1890
- FC Bern
- KF Besa Pejë
- KF Besiana
- Beşiktaş
- Beuthen SuSV 09
- KSK Beveren
- FC Biel-Bienne
- Bintang Lair
- Binatlı Yılmaz SK
- Bình Dương FC
- Birkirkara FC
- Birmingham City FC
- Bistra
- Bitam
- Blackburn Rovers FC
- Blackpool FC
- Blantyre United
- VV Blauw Geel '55
- SK Blāzma
- FC Blue Boys Muhlenbach
- FC Blue Stars Zürich
- Boca Juniors
- VfL Bochum
- FC Bohemians 1905 Praag
- Boldklubben 1893
- Boldklubben 1901
- Boldklubben 1903
- Boldklubben 1909
- Boldklubben 1913
- Bologna FC 1909
- Bolton Wanderers FC
- Bomastar
- Boom FC
- Borac Banja Luka
- Bordeaux
- Borussia Dortmund
- Borussia Halle
- Borussia Hannover
- Borussia Mönchengladbach
- Borussia Neunkirchen
- Borussia-Preußen Stettin
- Bosna Visoko
- Boston United FC
- AFC Bournemouth
- Boys' Town FC
- Braddan AFC
- Bradford City AFC
- SC Braga
- IK Brage
- Brandenburg 03
- Brandenburger SC Süd 05
- Brann
- Bratstvo Gračanica
- Bravo
- FC Breitenrain
- Brentford FC
- Brescia
- Breslauer FV 06
- Breslauer SpVgg 02
- Breslauer SpVgg Komet 05
- Breslauer SC 08
- Brighton & Hove Albion FC
- Bristol City FC
- Bristol Rovers FC
- SV Britannia
- NK Brotnjo Čitluk
- Cercle Brugge
- Club Brugge
- Brühl St. Gallen
- Brussels
- FK Budućnost Podgorica
- Bullets FC
- FC Bunjodkor
- Buriram United
- Burnley FC
- Bury FC
- B.S.Sport
- KSV Bornem
- FC Bulle
- Busaiteen Club
- BV 04 Dortmund
- BV 04 Düsseldorf
- BV 04 Gelsenkirchen
- Byasen Trondheim

A · B · C · D · E · F · G · H · I · J · K · L · M · N · O · P · Q · R · S · T · U · V · W · X · Y · Z